# فولکر فرید
فولکر فرید (انگلیسی: Volker Fried؛ زادهٔ ۱ فوریه ۱۹۶۱) بازیکن هاکی روی چمن اهل آلمان بود.
وی در مسابقات کشوری و بین‌المللی در مجموع برندهٔ ۱ مدال طلا، ۲ مدال نقره شده‌است.